# Symphanes myxa
Symphanes myxa är en stekelart som beskrevs av Robert A.Wharton 1980. Symphanes myxa ingår i släktet Symphanes och familjen bracksteklar. Inga underarter finns listade i Catalogue of Life.